# Пономарьова Катерина Іванівна
Катери́на Іва́нівна Пономарьо́ва (Діду́х) (нар. 29 березня 1962 року, Онацьківці) — кандидат педагогічних наук (2002), старший науковий співробітник, науковий співробітник-консультант УОВЦ «Оріон», провідний науковий співробітник відділу початкової освіти Інституту педагогіки НАПН України, авторка підручників та посібників з української мови та читання для початкової школи, фахівець у галузі методики навчання молодших школярів української мови.

## Біографічні дані
Народилася 29 березня 1962 року в Онацьківцях. У 1983 році закінчила з відзнакою Вінницький державний педагогічний інститут ім. М. Островського.
З 1983 по 1993 працювала вчителем початкових класів у ЗОШ № 168 та ЗОШ № 256 м. Києва.
З 1993 до 1995 року працювала методистом Київського міжрегіонального інституту підвищення кваліфікації вчителів ім. Б. Грінченка.
У 1995 році вступила до аспірантури Інституту педагогіки АПНУ. У 2002 році захистила дисертацію «Збагачення словникового запасу мо-лодших школярів синонімами як засіб увиразнення мовлення» і здобула науковий ступінь кандидата педагогічних наук, науковий керівник — М. С. Вашуленко. Після закінчення аспірантури займалася науковими дослідженнями в лабораторії початкової освіти Інституту педагогіки НАПНУ.
У 2007 році отримала вчене звання старшого наукового співробітника.

## Наукова робота
Розробила методику розвитку мовлення учнів 1—4 класів, науково-методичне забезпечення для контролю й оцінювання мовленнєвої компетентності молодших школярів, методику формування комунікативної компетентності, методику формування соціокультурної компетентності учнів початкових класів у процесі навчання української мови, модель компетентнісно орієнтованого уроку української мови в початковій школі.
Вчена активно співпрацювала з МОН України. Працювала в комісії з педагогіки та методики початкового навчання Науково-методичної ради з питань освіти МОН (з 2010 по 2020), брала участь у розробленні Державного стандарту початкової загальної освіти з української мови (2011), навчальних програм з української мови для 1—4 класів (2006, 2011), критеріїв оцінювання навчальних досягнень учнів початкових класів з української мови (2002, 2008), методичних рекомендацій щодо проведення державної підсумкової атестації учнів 4 класів з української мови (2009). Створила навчально-методичний комплект з розвитку мовлення «Подружися зі словом» для 1—4 класів, комплекти посібників для формування й перевірки предметних компетентностей з української мови в 2—4 класах, зошити для тестової перевірки, контрольних робіт, картки для поточного контролю, підсумкові контрольні роботи для державної підсумкової атестації.
З 2016 року вчена активно долучалася до реалізації концепції НУШ. Брала участь в розробці Державного стандарту початкової освіти, типової освітньої програми мовно-літературної галузі для 1—2 та 3—4 класів, тестових завдань з читання для моніторингового дослідження «Стан формування читацької та математичної компетентностей випускників початкової школи загальноосвітніх навчальних закладів 2018 року». Активно взаємодіє з педагогічною громадськістю на всеукраїнських та регіональних науково-практичних конференціях, семінарах, вебінарах, круглих столах тощо.
Авторка понад 200 публікацій із методики навчання української мови в початковій школі. Авторка та співавторка навчально-методичного забезпечення для НУШ: Буквар, зошити з письма і розвитку мовлення «Я пишу», посібники «Супутник букваря» і «Я дружу зі словом», картки-тренажери «Я тренуюся читати» і «Я тренуюся писати»; навчально-методичні комплекти з української мови для 2—4 класів: підручник «Українська мова та читання» (1 частина), робочий зошит «Застосовую знання», зошит із розвитку мовлення «Малюю словом», картки-тренажери «Пишу без помилок», тематичні діагностувальні роботи «Мої досягнення» і «Збірники завдань для діагностувальних перевірок з української мови та читання», картки «Формування предметних омпетентностей», посібник «Перевірка предметних компетентностей» тощо.

## Нагороди та відзнаки
- Почесна грамота МОН України (2011);
- Почесна грамота НАПН України (2012);
- Почесна грамота Інституту педагогіки НАПН України (2012, 2015)[1];
- Диплом І ступеня за колективну монографію «Дидактико-методичне забезпечення контролю та оцінювання навчальних досягнень молодших школярів на засадах компетентнісного підходу» (2013)[2].